# Moravská hasičská jednota
Moravská hasičská jednota je občanské sdružení. Jeho hlavním posláním je podle stanov „...sdružování občanů za účelem ochrany života a zdraví občanů a majetku před požáry a poskytování pomoci při živelních pohromách a jiných mimořádných událostech, při kterých je ohrožen život a zdraví občanů“.

## Historie
Moravská hasičská jednota se hlásí k průkopníkovi dobrovolných hasičských jednotek na Moravě Titovi Krškovi, který zorganizoval sjezdy zástupců nově vzniklých hasičských sborů. První se konal v Brně dne 24. října 1874. Na 4. sjezdu dne 9. září 1883 ve Slavkově vznikla Česká ústřední jednota hasičská moravsko-slezských dobrovolných sborů hasičských na základě schválení státem uznaných stanov.
Od roku 1892 byl název původní organizace změněn na Česká ústřední jednota hasičská markrabství Moravského a vévodství Slezského

Současná Moravská hasičská jednota, o. s., vznikla dne 25. ledna 1992
Na základě zákona bylo občanské sdružení transformováno na spolek. Na sjezdu v Žabčicích byly dne 14.3.2015 schváleny stanovy spolku. 